# قیفک هاماموتو
قیفک هاماموتو (نام علمی: Conus hamamotoi) نام یک گونه از سرده قیفک‌ها است.